# Nemoria lixaria
Nemoria lixaria är en fjärilsart som beskrevs av Achille Guenée 1857. Nemoria lixaria ingår i släktet Nemoria och familjen mätare. Inga underarter finns listade i Catalogue of Life.